# Elops affinis
Elops affinis és una espècie de peix pertanyent a la família dels elòpids
present al Pacífic oriental: des de Mandalay Beach (el sud de Califòrnia, Estats Units) fins al Perú, incloent-hi el golf de Califòrnia.

## Morfologia
Pot arribar a fer 91 cm de llargària màxima (normalment, en fa 50). El dors és de color blau-verd fosc a marró clar, els flancs platejats amb lleus reflexos grocs i les aletes lleugerament groguenques.. Té el cos prim i allargat, la Boca grossa i terminal, 20-27 radis tous a l'aleta dorsal i 12-18 a l'anal, 78 vèrtebres i aletes sense espines.

## Ecologia
És un peix d'aigua marina i salabrosa, pelàgic-nerític, oceanòdrom i de clima subtropical que viu entre 0-8 m de fondària formant moles en zones costaneres poc fondes. Penetra en llacunes i estuaris.
Menja peixos i penèids.
La reproducció ocorre probablement en alta mar i les larves, transparents, migren cap a les zones costaneres.
És inofensiu per als humans, lluita vigorosament quan es veu atrapat en un ham i presenta un baix valor comercial a causa de les seues nombroses espines.